# Мирза Джамал Джеваншир Карабахски
Мирза Джамал Джеваншир Карабахски (на азербайджански: Mirzə Camal Cavanşir Qarabaği; неизв. – †1853 г.) е везир от 1797 до 1822 г. при Карабахския хан Мехтикули.
Произхожда от рода на Джеванширите. След 1822 г. служи като карабахски провинциален съдия.
Автор е на книгата „История на Карабах“, написана на фарси.